# Ernai
Ernai (en français : Éveillé) est une organisation espagnole de jeunesse de la gauche abertzale militant pour l'indépendance du Pays basque active dans la communauté autonome du Pays basque et en Navarre. Fondée en 2013, elle est l'héritière de Segi, qui s'était auto-dissoute un an plus tôt, et entretient des liens étroits avec Aitzina ! qui opère au Pays basque français jusqu'à sa dissolution en 2020.

## Historique
Ernai est fondée le 2 mars 2013 au fronton d'Estella-Lizarra en présence de près de 2 500 personnes, et proclame lutter en faveur d'un Pays basque indépendant, socialiste et féministe par la voie démocratique, conformément aux principes de la résolution Zutik Euskal Herria (eu) adoptée par la gauche abertzale en 2010. 
Dans la foulée, la formation organise un rassemblement politique et culturel durant trois jours qui réunit environ 7 000 personnes à Orduña. 

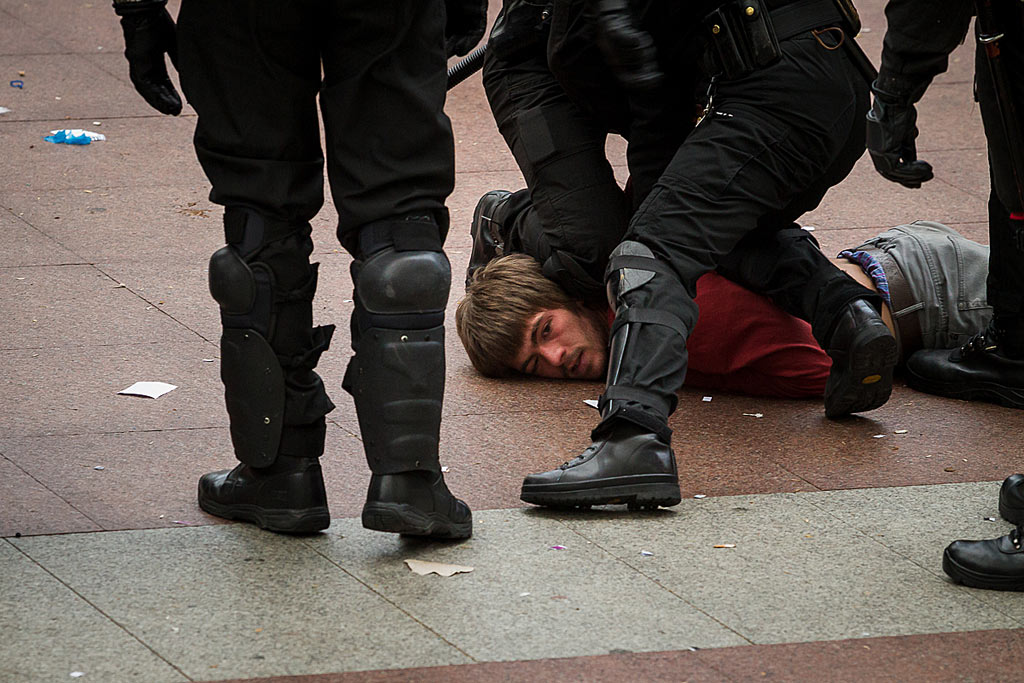
Arrestation d'un manifestant lors de lAskegune d'avril 2013 à Saint-Sébastien.

Dès sa création, Ernai s'oppose aux poursuites visant des militants abertzale, participant notamment aux rassemblements Askegune (eu) et Herri harresi (eu) contre la répression policière et judiciaire ; plusieurs de ses militants sont d'ailleurs poursuivis pour apologie du terrorisme (notamment après un hommage rendu à Francisco Javier Lopez Peña après son décès en prison en mars 2013). Le site Internet de l'organisation est ainsi temporairement fermé sur décision de l'Audience nationale en avril 2013 et une caméra et des micros dissimulés sont retrouvés par des militants dans le local de l'organisation en novembre de la même année. En 2016, plusieurs militants s'enchaînent aux grilles du centre pénitentiaire de Madrid afin de dénoncer la politique d'éloignement des prisonniers basques.    

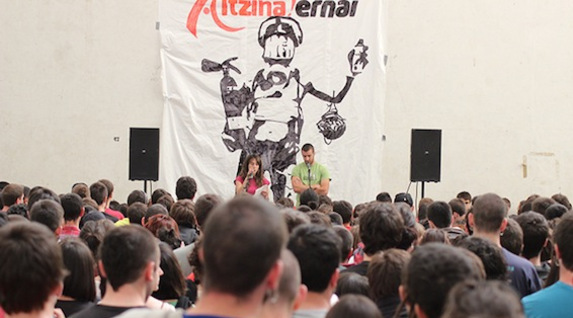
Rencontres d'Altsasu Gazte Burutakzio topaketak en 2014

Ernai se mobilise également sur des thématiques sociales et politiques touchant la jeunesse basque (lutte contre la précarité, soutien aux mobilisations étudiantes). Un axe important de ses mobilisations devient ainsi la dénonciation des effets délétères du tourisme de masse, sur l'accès au logement et la multiplication des contrats de travail précaires, par le biais notamment d'une campagne en 2017 sous le slogan "Votre tourisme, la misère des jeunes".    